# Tres de Mayo, Veracruz
Tres de Mayo är en ort i Mexiko.   Den ligger i kommunen Catemaco och delstaten Veracruz, i den sydöstra delen av landet, 400 km öster om huvudstaden Mexico City. Tres de Mayo ligger 101 meter över havet och antalet invånare är 230.
Terrängen runt Tres de Mayo är kuperad åt sydväst, men åt nordost är den platt. Runt Tres de Mayo är det ganska tätbefolkat, med 83 invånare per kvadratkilometer. Närmaste större samhälle är San Andres Tuxtla, 18,3 km sydväst om Tres de Mayo. Omgivningarna runt Tres de Mayo är en mosaik av jordbruksmark och naturlig växtlighet.